# Divlja koza
Divlja koza (bezoar; lat. Capra hircus aegagrus, Capra aegagrus) je vrsta sisavaca iz porodice šupljorožaca (lat. Bovidae). Zasada se službeno rabi znanstveni naziv Capra hircus aegagrus, a predloženo je da se usvoji naziv Capra aegagrus
Divlje koze žive u stadima do 500 jedinki. Mužjaci su samci. Trudnoća traje oko 170 dana. Ženke obično rađaju samo jedno jare. Ono slijedi majku gotovo čim je rođeno, a nakon 6 mjeseci prestaje sisati. Zrelost je u dobi od 1,5 - 2,5 godina, kod mužjaka od 3,5 - 4 godine. Životni vijek je od 12 do 22 godine.
Ova vrsta se smatra ranjivom glede ugroženosti vrste od izumiranja.
Područje rasprostiranja divlje koze obuhvaća veći broj država. Vrsta je prisutna u ovim državama: Rusija, Turska, Pakistan, Iran, Armenija, Azerbajdžan, Gruzija i Turkmenistan. Izumrla je u Jordanu, Libanonu i Siriji. Prisutnost je nesigurna u Afganistanu i Iraku.
Staništa vrste su: crnogorične šume i makija, planine, brdoviti predjeli. Vrsta je rasprostranjena do 3250 metara nadmorske visine.